# Elena Ciamarra Cammarano
Elena Ciamarra Cammarano (Napoli, 23 dicembre 1894 – Napoli, 10 settembre 1981) è stata una pittrice e pianista italiana.

## Biografia
Nacque in una nobile famiglia molisana, figlia minore dell'avvocato (tra gli altri, di Giovanni Giolitti) e novelliere Giacinto, originario di Torella del Sannio, provincia di Campobasso, e della napoletana Adele Contieri, che due anni prima avevano avuto il primogenito Antonio, che si distinse sul monte Tomba e venne insignito direttamente dal re Vittorio Emanuele III in quanto grande invalido, presiedendo in seguito il Gruppo italiano delle medaglie d'oro, e sorella maggiore di Teresa, futura madre dell'architetto Massimo Pica Ciamarra.
Nel Elena 1928 sposò il chirurgo napoletano Pasquale Cammarano dal quale ebbe Leonardo e Maria Luisa, detta poi Minna, per poi separarsi nel 1936. Elena iniziò sin da piccoli i propri figli al mondo dell'arte, trasmettendo loro l'amore per la pittura e facendo con essi numerosi viaggi alla scoperta di percorsi d'arte.

### Formazione musicale
Crebbe in un ambiente colto e raffinato, iniziata alle buone letture e allo studio della musica, dapprima presso il Conservatorio S. Pietro a Majella, avendo come maestri Beniamino Cesi, Alfonso Rendano e Luigi Denza, poi al Conservatorio di Roma. Venne già considerata ottima pianista a poco più di vent'anni, come testimoniano musicologi ed intellettuali dell'epoca tra cui Rinaldo Dohrn, Angelo Conti ed in particolare Mariano Fortuny y Madrazo.
Fu tra le pochissime donne diplomatasi nel 1916 in pianoforte e violino, composizione e direzione d'orchestra. A Berlino si perfezionò con il maestro di tecnica pianistica Kreutzer, discendente di Konradin, divenendo anche grande amica della nipote di Felix Mendelssohn-Bartholdy.

### Formazione pittorica
Sin dall'età adolescenziale disegnò e dipinse come autodidatta e studiò disegno anatomico all'Istituto di Anatomia Umana di Napoli, dove conobbe il futuro marito. 
Angelo Conti, divulgatore di Pater e Schopenhauer e amico di D'Annunzio, l'aiutò ad approfondire i concetti estetici e filosofici, ampliando il senso del suo “realismo pittorico” e facendole conoscere importanti artisti, spingendola ad esercitarsi nella riproduzione dei grandi maestri del '500, di cui fu abile copista. Alla scuola d'arte affiancò numerosi viaggi all'estero dove, grazie ai lasciapassare richiesti da Conti, all'epoca conservatore dei Regi Musei di Capodimonte, poté studiare in vari musei e riprodurre alcuni capolavori. Continui e prolifici furono, oltre ai viaggi, le conoscenze degli ambienti intellettuali legati alle varie città visitate nei suoi viaggi studio, durante i quali redasse una sorta di diario.
Il matrimonio ed i figli non le impedirono di continuare gli studi: continuò ad allestire diverse personali sia in Italia (Milano, Firenze) che all'estero (Parigi, Montecarlo). 
La sua indole traspare anche nella moltitudine di disegni, ritratti della gente paesana o della figlia Minna. 
La critica la lodò per efficacia della penetrazione psicologica ed il realismo del chiaroscuro. Nel 1937 il re acquistò l'opera Contadina molisana alla Mostra dei Mercati Traianei.
A Parigi entrò in contatto col gruppo L'Eveil, rilasciò interviste e apparve in trasmissioni televisive.Nel 1956 allestì una personale nella galleria di Duncan, a Rue de Seine, con presentazione di Carl Vincent Massa, dove anche la figlia espose nel 1959. 
La frenesia artistica della pittrice non venne indebolita né dalla minaccia di cecità che la colpì negli ultimi anni di vita, né dall'atrofia alle mani. Ritiratasi a Torella, si fece costruire degli appositi guanti adatti sia per suonare l'amato pianoforte che per dipingere, facilitata in questo anche dalla scelta di creare opere di maggiore grandezza.
Rispetto dall'assai rigoroso figuratismo di partenza, la Ciamarra arrivò negli ultimi anni ad una sintesi più avanzata indipendentemente dal soggetto ritratto, sia esso paesaggio, figura o natura morta.
La sua copia di Ritratto di Paolo III di Tiziano è conservata al Museo delle Copie di New York.
I suoi lavori sono conservati nei musei e in raccolte pubbliche a Napoli, Latina, Roma, Verona, Pontelagoscuro, Ravenna, New York. Il maggior corpus opere è custodito tra la casa della figlia Minna e l'attuale Casa Museo Elena Ciamarra a Torella del Sannio; si contano migliaia di opere comprendenti disegni e dipinti.
In seguito ad uno studio critico del 1996, la figlia, in collaborazione col marito Ermanno Pinto, fece pubblicare nel 1999 una raccolta completa e dettagliata delle opere materne.

### Retrospettive
- A cura di Franco Valente e Claudio Neri, Elena Ciamarra - Il luogo della vita e della meraviglia, Municipio di Torrella del Sannio, 24 ottobre - 9 dicembre 2018.[4]

## Intitolazioni
Nell'ottobre 2018 le è stata dedicata una via a Torella del Sannio.